# Mola dels Buscarrons
La Mola dels Buscarrons és una muntanya de 587 metres que es troba entre els municipis de Bot i Horta de Sant Joan, a la comarca de la Terra Alta.